# Associazione letteraria e artistica internazionale
L' Associazione letteraria e artistica internazionale (ALAI), in francese Association littéraire et artistique Internationale, è un'associazione di diritto francese, la cui sede è a Parigi.

## L'associazione internazionale
Fondata da Victor Hugo nel 1878, l'Associazione Letteraria e Artistica Internazionale (ALAI) - ha mantenuto per tutto l'arco della sua esistenza e ancora oggi continua la sua finalità istituzionale di affermare i diritti degli autori e degli artisti. Dai suoi inizi associativi si è tuttavia sviluppata nella direzione dello studio e dell'approfondimento scientifico tanto che oggi i suoi membri sono prevalentemente docenti universitari ed esperti di proprietà intellettuale.
L'ALAI ha sede a Parigi ma si compone di gruppi nazionali presenti in numerosi paesi. A seconda dei casi, i gruppi nazionali sono collocati presso la Facoltà universitarie di Studi giuridici oppure presso la società di amministrazione collettiva dei diritti d'autore.
Il ruolo dell'ALAI, in sintonia con le sue finalità di studio e di difesa del copyright, è di rilievo a livello internazionale. Grazie alla sua qualità di organismo indipendente ed all'autorevolezza dei suoi membri e dei documenti prodotti sulle tematiche di suo interesse, l'ALAI ha attivamente partecipato ai lavori ed alle conferenze diplomatiche internazionali dell'Organizzazione Mondiale della Proprietà Intellettuale (OMPI - Ginevra).
Dopo Victor Hugo, fondatore e presidente onorario, è stata presieduta da José da Silva Mendes Real (1878-1880), J.M. Torres Caicedo (1880-1885), Louis Ulbach (1885-1888), Louis Ratisbonne (1888-1890), Eugène Pouillet (1890-1905), Georges Maillard (1905-1942), Marcel Boutet (1946-1971), Henri Desbois (1972-1980), Georges Koumantos (1981-1996). Attuale presidente è Victor Nabhan (1996-2016).
Per il periodo 2011-2016 sono stati designati a rappresentare il Gruppo italiano nel Comité Exécutif dell'ALAI Stefania Ercolani, già docente di Diritto dell'Informazione all'Università La Sapienza di Roma, e Paolo Marzano, avvocato.
Statuto e regolamenti dell'ALAI sono pubblicati nel sito dell'associazione.

## Attività associativa
Ogni due anni l'ALAI tiene il suo Congresso mondiale, che vede riunirsi i rappresentanti di tutti i gruppi nazionali. Al termine del Congresso vengono pubblicate risoluzioni e raccomandazioni che vengono portate all'attenzione degli organismi internazionali e delle autorità nazionali preposte alla disciplina legislativa della materia.
Su iniziativa dei gruppo tiene inoltre periodicamente Giornate di studio su temi di attualità nel campo dei diritti di proprietà intellettuale.

## Pubblicazioni
Le relazioni e i dibattiti dei congressi e delle giornate di studio vengono regolarmente pubblicate dall'ALAI almeno in inglese e francese, e sono diffuse ad opera dei gruppi nazionali. I volumi costituiscono uno strumento utile per la conoscenza e lo studio delle problematiche attinenti alla protezione della proprietà intellettuale, viste attraverso l'analisi e le proposte di specialisti di orientamenti e nazionalità diversi.

## ALAI Italia
Il Gruppo nazionale italiano dell'ALAI è stato attivo fin dagli anni venti del secolo scorso.
ALAI Italia è impegnata nello studio e nella discussione dei problemi giuridici riguardanti il diritto di autore e la creatività, e persegue la difesa, lo sviluppo e la diffusione dei principi giuridici che assicurano la protezione nazionale, comunitaria ed internazionale del diritto di autore e dei diritti connessi. Essa collabora con le iniziative dell'ALAI Internazionale per lo studio e la comparazione delle legislazioni nazionali e l'approfondimento dei temi della proprietà intellettuale nell'ambito delle agenzie internazionali specializzate, quali l'OMPI, e l'Unesco e presso la Commissione dell'Unione Europea.
ALAI Italia tradizionalmente è sostenuta dalla Società Italiana degli Autori ed Editori (SIAE), presso la quale ha la sua sede legale.

## Organi
Sono Organi di ALAI Italia l'Assemblea, il Presidente, il Consiglio e il Tesoriere. Il Consiglio può istituire Comitati per l'organizzazione e lo svolgimento di eventi di particolare rilievo culturale.
Il 5 marzo 2015 ALAI Italia ha nominato per la prima volta i suoi organi associativi, secondo le regole dello Statuto adottato al momento della sua costituzione. Per il triennio 2015-2018 sono stati eletti come presidente Stefania Ercolani, consiglieri Christian Collovà, Chiara Dellacasa, Giorgio Mondini, Ferdinando Tozzi, tesoriere Alessandro Conte. Presidente onorario è stato nominato il Professor Mario Fabiani che per anni ha coordinato i lavori del Gruppo Italiano dell'ALAI.

## Gli incontri nazionali
Gli incontri organizzati dal gruppo italiano si tengono normalmente con cadenza semestrale, a Roma e a Milano. Riguardano argomenti di carattere giuridico inerenti alla proprietà intellettuale, con un'attenzione particolare per gli sviluppi più recenti in campo legislativo e giurisprudenziale. Sul tema prescelto per l'incontro, uno studioso presenta una relazione introduttiva, che viene discussa dai partecipanti all'incontro.
Negli incontri periodici, sono state presentate relazioni su:
- Il concetto di pubblico nella recente giurisprudenza europea (2015);
- Il diritto d'autore e l'arte contemporanea tra creazione ed elaborazione (2013);
- L'enforcement del diritto d'autore nei servizi Cloud  (2012);
- La sentenza Scarlet Extended-Sabam: tanto rumore per nulla (2011);
- Diritti di sincronizzazione audio e video dalla evoluzione dell'impostazione giurisprudenziale alla ricerca di una conferma dottrinale (2011);
- Diritto d'autore ed eccezioni per ricerca, studio, insegnamento-cosa cambia dall'analogico al digitale (2010);
- Google Books: una transazione tutta da capire (2009);
- Licenze per streaming o downloading di opere musicali o audiovisive ed eccezioni al diritto di riproduzione (2009);
- Diritti residuali dei produttori televisivi tra diritto d'autore e regolamentazione della comunicazione" (2009)
- Privacy e Diritto d'autore (2008);
- Digital rights management: ombre e luci nel dibattito italiano ed internazionale (2008);
- Nuove prospettive dell'accesso ai contenuti e della interoperabilità nel diritto di autore (2007);
- La fruizione delle opere dell'ingegno in ambiente digitale: il "Podcasting" (2007);
- La tutela giuridica del format televisivo: elementi di diritto comparato e giurisprudenza (2006);
- Conferme e novità nella trasposizione in Italia della Direttiva 2004/48/CE del 29 aprile 2004 sul rispetto dei diritti di proprietà intellettuale (2006).

I testi integrali o gli abstract delle relazioni sono pubblicati nel sito di ALAI Italia.